# Broscodera
Broscodera es un género de coleópteros adéfagos de la familia Carabidae. 

## Especies
Relación de especies:
- Broscodera insignis Mannerheim, 1852
- Broscodera dreuxi Deuve, 1990
- Broscodera holzschuhi Wrase, 1995